# Прастханатрайя
Прастханатрая (IAST: prasthānatrayī — три точки отправления) — общее название для группы канонических текстов индуистской философской традиции, особенно для школ, относящих себя к Веданте. Прастханатрая состоит из:
1. Мукхья упанишады — обязательные тексты (упадеша прастхана);
2. Брахма-сутры — логический текст (ньяя прастхана);
3. Бхагавад-гита — практический текст (садхана прастхана).

Все основатели трёх главных школ Веданты — Шанкара, Рамануджа и Мадхва — составили свои комментарии (бхашьи) на Прастханатраю. Для философских школ индуизма, претендующих на принадлежность к Ведам и Веданте и на право считать своё направление «ведийским», является обязательным иметь комментарии на весь канон Прастханатраи:
Любой учитель, заявляющий о себе как об Ачарье и который хочет открыть новую школу мысли, должен написать комментарий к этим трём важнейшим книгам.
Свами Шивананда (1887—1963), «Гьяна йога»
Также известны комментарии на Прастханатраю, написанные крупными философами вишнуизма — Нимбаркой и Валлабхой.